# Женовач, Сергей Васильевич
Серге́й Васи́льевич Женова́ч (род. 15 мая 1957, Потсдам) — советский и российский театральный режиссёр, педагог, профессор. Основатель и художественный руководитель Театра «Студия театрального искусства» с 2005 года. 
Директор Московского Художественного театра имени А. П. Чехова (23 марта 2018 года — 27 октября 2021), художественный руководитель (23 апреля 2018 — 27 октября 2021).
Заслуженный деятель искусств Российской Федерации (2006), лауреат Государственной премии Российской Федерации (2004) и премии Правительства Российской Федерации в области культуры (2014).

## Биография
Родился в ГДР, в Потсдаме в семье офицера Советской Армии. Вместе с родителями проживал в Краснодаре. Окончил в 1979 году режиссёрский факультет Краснодарского института культуры. С 1979 по 1983 год руководил Краснодарским молодёжным любительским театром. В 1983—1988 годах учился на режиссёрском факультете ГИТИСа (курс П. Н. Фоменко). 
- 1988—1991 — режиссёр Театра-студии «Человек».
- 1991—1998 — режиссёр Театра на Малой Бронной
- с 2005 года — художественный руководитель «Студии театрального искусства»
- 23 марта 2018 — 27 октября 2021 — художественный руководитель — директор МХТ им. А. П. Чехова (вступил в должность 23 апреля 2018 года)

## Преподавательская деятельность
С 1988 года преподаёт в ГИТИСе на кафедре режиссуры драмы. С 2001 года — художественный руководитель курса совместного обучения режиссёров и актёров на кафедре режиссуры драмы, с 2004 года — заведующий кафедрой режиссуры драмы ГИТИСа. Один из редакторов-составителей учебного пособия «Мастерство режиссёра. I—V курсы».

## Режиссёрские работы
В Краснодарском молодёжном любительском театре: «По поводу мокрого снега» (вторая часть повести Ф. М. Достоевского «Записки из подполья»), «Сын красавицы Пилы» по четырём главам романа М. А. Булгакова «Мастер и Маргарита»; «Записки одного лица» по рассказам Ф. М. Достоевского «Бобок» и «Сон смешного человека»).

### Театр ГИТИСа (РАТИ)
- 1988 — «Дураки из Мэйо» по пьесе Дж. М. Синга «Удалой молодец — гордость Запада» — дипломный спектакль
- 1991 — «Владимир третьей степени» Н. В. Гоголя
- 1993 — «Шум и Ярость» по одноимённому роману У. Фолкнера
- 1996 — «Зимняя сказка» У. Шекспира
- 2000 — «Горячее сердце» А. Н. Островского
- 2004 — «Мальчики» по 9 главам романа Ф. М. Достоевского «Братья Карамазовы»

### Московский драматический театр на Малой Бронной
- 1992 — «Король Лир» У. Шекспира — премия Мэрии Москвы в области литературы и искусства, I премия СТД России «Итоги сезона»
- 1992 — «Пучина» по одноимённой драме А. Н. Островского и мелодраме В. Дюканжа и М. Дино «Тридцать лет, или Жизнь игрока»
- 1993 — «Мельник — колдун, обманщик и сват» А. О. Аблесимова
- 1993 — «Леший» А. П. Чехова
- 1995 — театральная трилогия по роману Ф. М. Достоевского «Идиот»: «Бесстыжая», «Рыцарь бедный», «Русский свет» — Национальная театральная премия «Золотая маска»
- 1996 — «Маленькие комедии» по одноактным пьесам И. С. Тургенева («Завтрак у предводителя», «Провинциалка», «Разговор на большой дороге»)
- 1997 — «Пять вечеров» А. М. Володина (1997)
- 1998 — «Ночь перед Рождеством» (1998) по Н. В. Гоголю

### Театр «Студия театрального искусства»
- 2006 — «Захудалый род» по роману Н. Лескова — «Золотая Маска» («лучшая режиссура», «лучший спектакль малой формы»)
- 2007 — «Игроки» Н. В. Гоголя[6].
- 2008 — «Битва жизни» по повести Чарльза Диккенса — «Золотая Маска» («лучший спектакль малой формы»).
- 2009 — «Река Потудань» по одноимённому рассказу А. П. Платонова.
- 2009 — «Три года» по одноимённой повести А. П. Чехова
- 2010 — «Записные книжки» по А. П. Чехову
- 2011 — «Брат Иван Фёдорович» по 11-й книге IV части романа Ф. М. Достоевского «Братья Карамазовы»
- 2012 — «Москва — Петушки» по Венедикту Ерофееву
- 2014 — «Записки покойника» по «Театральному роману» М.А. Булгакова
- 2015 — «Самоубийца» Н. Эрдмана
- 2016 — «Кира Георгиевна» по повести Виктора Некрасова
- 2017 — «Мастер и Маргарита» по М.А. Булгакову
- 2017 — «Заповедник» по С. Довлатову и А. С. Пушкину
- 2018 — «Три сестры» А. Чехова
- 2020 — «Старуха» по повести Даниила Хармса
- 2022 — «Лабардан-с» по комедии Н. Гоголя «Ревизор»
- 2023 — «Мандат» Н. Эрдмана
- 2024 — «Чеховъ. Вишневый садъ. Нет слов!» по пьесе А. Чехова

### Московский Художественный театр имени А. П. Чехова
- 2004 — «Белая гвардия» («Дни Турбиных») по М.А. Булгакову
- 2019 — «Бег» по М.А. Булгакову
- 2021 — «Заговор чувств» по одноимённой пьесе и повести «Зависть» Ю. К. Олеши
- 2021 — «В окопах Сталинграда» по повести В. П. Некрасова

### Другие театры
- 1988 — «Панночка» Н. Н. Садур по повести Н. В. Гоголя «Вий». Московский драматический театр «Человек».
- 1989 — «Иллюзия» П. Корнеля. Театр-студия «Человек».
- 1994 — Три сестры А. П. Чехова. Театр «Ворт» (en:Teatret Vårt; Молде, Норвегия). Худ. Юрий Гальперин.
- 1996 — Дикая утка Г. Ибсена. Театр «Национальная сцена». (en:Den Nationale Scene; Берген, Норвегия)
- 1997 — Ромео и Джульетта У. Шекспира. Театр «Ворт». Худ. Юрий Гальперин.
- 1996 — «Месяц в деревне» И. С. Тургенева (1996). Мастерская Петра Фоменко.
- 2000 — «Горе от ума» А. С. Грибоедова. Малый театр.
- 2002 — «Правда хорошо, а счастье лучше» А. Н. Островского. Малый театр. — «Золотая маска» («За лучший ансамбль»); «Гвоздь сезона» (лучший спектакль сезона 2002—2003 гг.).
- 2005 — «Мнимый больной» Мольера. Малый театр. — «Золотая Маска» («Лучший спектакль большой формы»)
- 2015 — «Иоланта» П. И. Чайковского. Большой театр.

## Призы, награды, звания
Лауреат Национальной театральной премии «Золотая маска», Премии имени К. С. Станиславского (1997), московской премии Союза театральных деятелей России «Гвоздь сезона» (2003), премии имени Г. Товстоногова «За выдающийся вклад в развитие театрального искусства», премии «Хрустальная Турандот»: специального приза «Хрустальное восхождение» (2019) и в номинации «Лучшая режиссёрская работа» (2021).
Лауреат премии Александра Солженицына (2015).
Профессор ГИТИСа, заведующий кафедрой режиссуры драмы.